# Guaymas

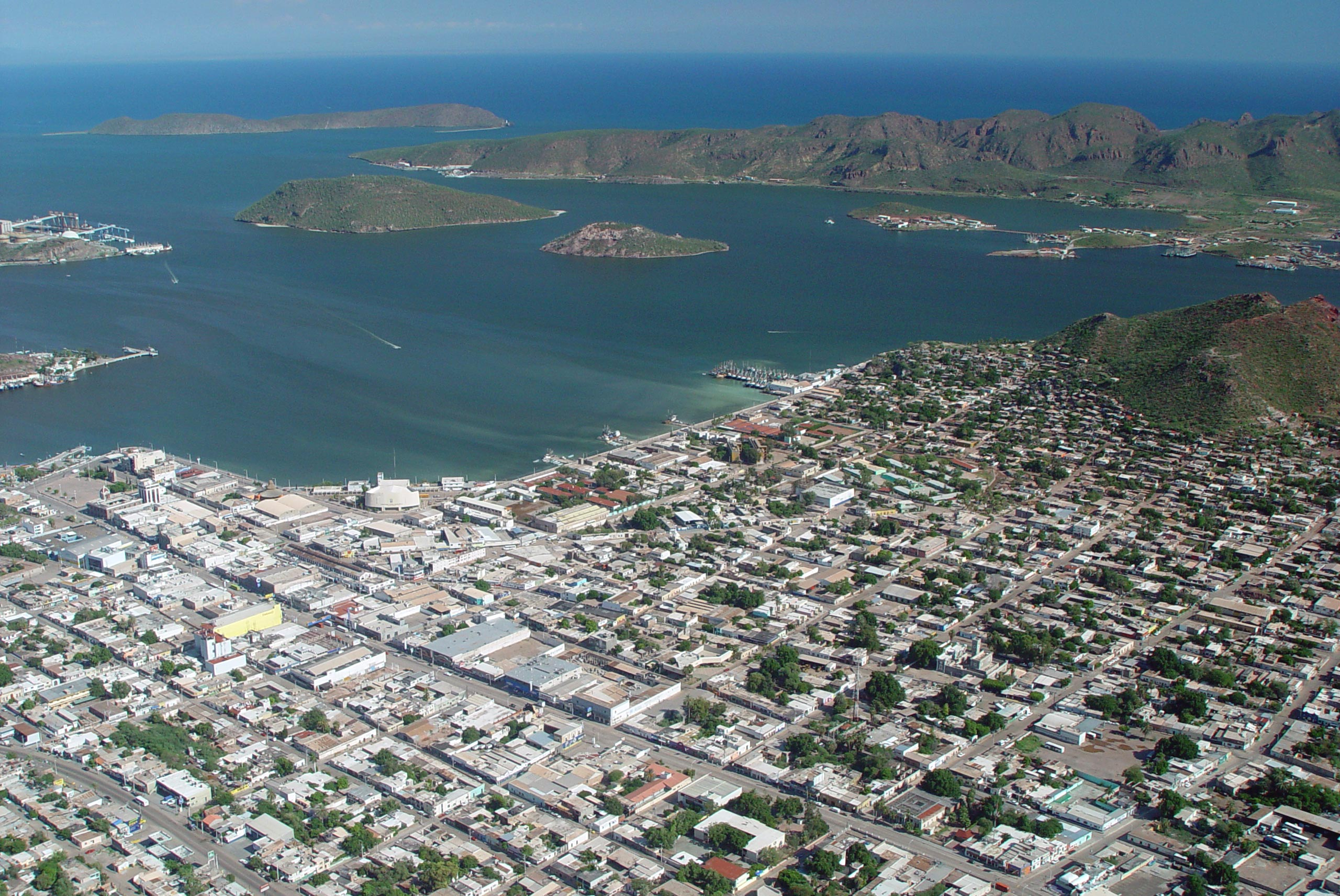
Vy över Guaymas

Guaymas (officiellt Heroica Guaymas) är en stad i nordvästra Mexiko och är belägen i delstaten Sonora, vid kusten mot Californiaviken. En viktig näring är sportfiskeindustrin, som bygger på det unika fiskbeståndet i Californiaviken. Staden grundades 31 augusti 1769.

## Stad och storstadsområde
Staden har 103 099 invånare (2007), med totalt 136 288 invånare (2007) i hela kommunen på en yta av 7 979 km².
Storstadsområdet, Zona Metropolitana de Guaymas, har totalt 187 044 invånare (2007) på en yta av 8 571 km². Området består av de båda kommunerna Guaymas och Empalme.